# Jean-Marc Moret
Jean-Marc Moret, född 6 juni 1942 i Genève, är en schweizisk arkeolog och konsthistoriker. 

## Karriär
Sedan 1999 är han professor i arkeologi vid universitetet i Lyon. Han är specialist på grekisk ikonografi. Hans magnum opus l'Ilioupersis dans la céramique Italiote, anses vara en av de viktigaste publikationerna om syditalienskt vasmåleri.
Moret påbörjade utgrävningarna 1999 av den s.k. Schola del Traiano vid Ostia.

## Urval av bibliografi

### Böcker
- L'Ilioupersis dans la céramique italiote. Les mythes et leur expression figurée au IVe siècle (1975)
- Oedipe, la Sphinx et les Thébains. Essai de mythologie iconographique (1984)
- Les pierres gravées représentant le rapt du Palladion (1997)

### Andra publikationer
- "ΙΩ ΑΠΟΤΑΥΡΟΥΜΕΝΗ", i Revue Archéologique 1990/1
- A Commentary on Pindar Nemean One, av Bruce Karl Braswell med ikonografisk bilaga av Jean-Marc Moret (1992)
- "Le Laocoon agenouillé: généalogie d'un type iconographique", Revue Archéologique 2002/1
- "Dessins sans dessein: une clé de lecture simple pour les métopes 13-20 Sud du Parthénon" (med Domingo Gasparro), Revue Archéologique 2005/1